# Taipei (stad)
Taipei of Taibei (traditioneel Chinees: 台北 of 臺北; vereenvoudigd Chinees: 台北; pinyin: Táiběi; [taĭ'peː']) is sinds het einde van de Chinese Burgeroorlog in 1949 de facto de hoofdstad van de Republiek China en was tot 1956 tevens de hoofdstad van de provincie Taiwan van de Republiek China. 
Bij de volkstelling van 2020 had de stad 2,6 miljoen inwoners op een oppervlakte van 271,77 km². De agglomeratie ’Greater Taipei Area’ telt 9,8 miljoen inwoners.
De Volksrepubliek China beschouwt Taiwan als haar 23e provincie en beschouwt Taipei nog steeds als de hoofdstad van deze provincie, aangezien ze de wijzigingen aan de administratieve indeling van de Republiek China na 1949 niet erkent.

## Geschiedenis
De oorspronkelijke bewoners van Taipei waren Ketagalan, die hier woonden voor de toestroom van Chinezen, die tijdens de periode van de Ming-dynastie (1368-1644) de stad binnenkwamen. De Portugezen noemden in de 16e eeuw het eiland Formosa. In de 17e eeuw bezetten Spanje en vooral Nederland delen van Taiwan. In de regio van Taipei controleerden beiden vooral de nabijgelegen havenstad Chilung, elk een eigen periode. Met name de Nederlanders stimuleerden ook de immigratie van Han-Chinezen. Tot aan de Qing-dynastie was Taipei nauwelijks ontwikkeld.

## Stadsdelen
Taipei is in 12 stadsdelen (區) verdeeld:
| Hanyu Pinyin       | Hanzi  | Wade-Giles  | Tongyong Pinyin | Inwoners | Oppervlak in km² |
| ------------------ | ------ | ----------- | --------------- | -------- | ---------------- |
| Songshan           | 松山區 | Sung-shan   | Songshan        | 210,211  | 9,2878           |
| Xinyi              | 信義區 | Hsin-yi     | Sinyi           | 225,410  | 11,2077          |
| Da'an              | 大安區 | Ta-an       | Da-an           | 311,159  | 11,3614          |
| Zhongshan (Taipei) | 中山區 | Chung-shan  | Jhongshan       | 218,219  | 13,6821          |
| Zhongzheng         | 中正區 | Chung-cheng | Jhongjheng      | 159,486  | 7,6071           |
| Datong (Taipei)    | 大同區 | Ta-t'ung    | Datong          | 124,653  | 5,6815           |
| Wanhua             | 萬華區 | Wan-hua     | Wanhua          | 188,437  | 8.8522           |
| Wenshan            | 文山區 | Wen-shan    | Wunshan         | 261,005  | 31,5090          |
| Nangang            | 南港區 | Nan-kang    | Nangang         | 113,149  | 21,8424          |
| Neihu              | 內湖區 | Nei-hu      | Neihu           | 267,805  | 31,5787          |
| Shilin             | 士林區 | Shih-lin    | Shihlin         | 283,855  | 62,3682          |
| Beitou             | 北投區 | Pei-t'ou    | Beitou          | 248,122  | 56,8216          |

Stand: januari 2010

## Bezienswaardigheden
- Nationaal Paleismuseum
- Taipei 101
- Lungshantempel

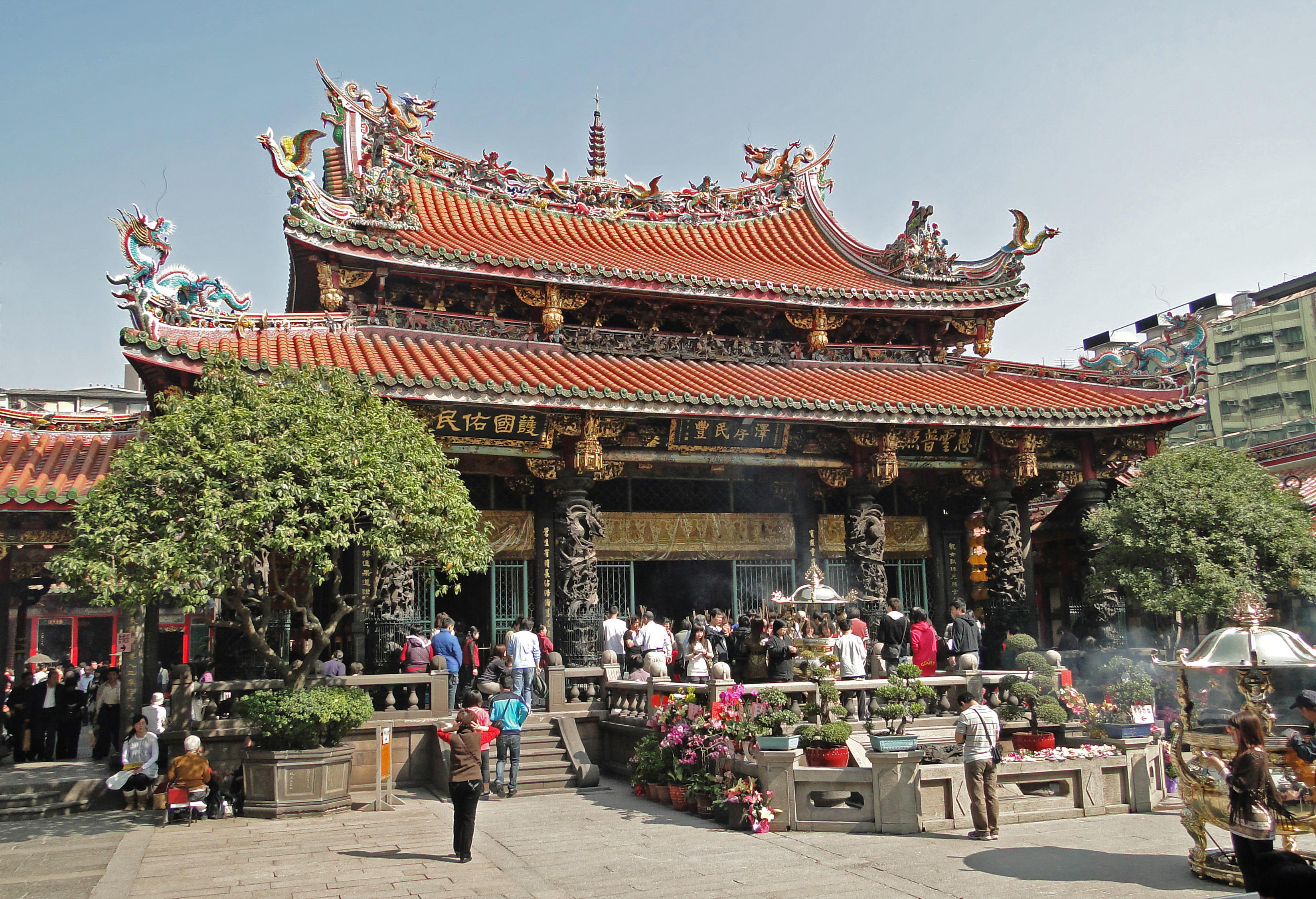
Lungshantempel

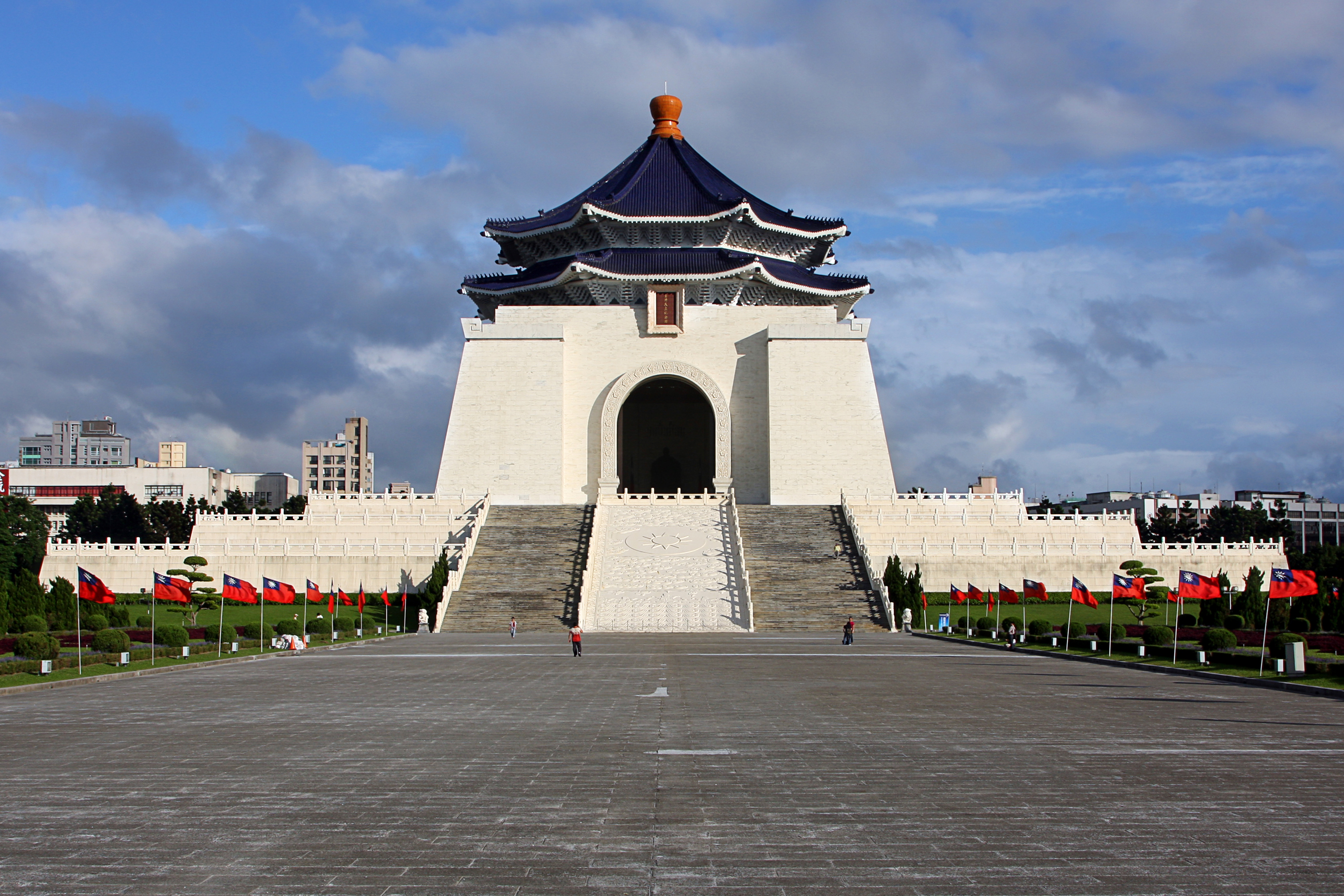
Herdenkingshal van Chiang Kai-shek

Typisch straatbeeld

- Herdenkingshal van Chiang Kai-shek
- Baoantempel
- Nachtmarkt Raohe
- Nachtmarkt Shilin

## Verkeer en vervoer

### Openbaar vervoer
Taipei's openbare verkeer bestaat uit een licht railsysteem (LRT / Light Rapid Transit) en een traditionele metro, de MRT (Mass Rapid Transit). Bij het normale treinverkeer wordt links gereden, wat nog uit de Japanse koloniale tijd stamt. Echter, in Taipei rijden de treinen rechts. Dit komt doordat de MRT door een Franse firma in de jaren negentig werd gebouwd, want ook in Frankrijk rijden treinen links, behalve de metrotreinen. Sinds de jaren tachtig is het centrale station ondergronds. Er is een uitgebreid en dichtvertakt bussysteem door de stad, juist in die gebieden waar de LRT en MRT niet komen. Het openbaar vervoer in Taipei is stipt, schoon en goedkoop en is dan ook populair. De MRT is vier-talig, Chinees, Taiwanees, Hakka en Engels.

### Autoverkeer
Het verkeer is chaotisch en druk. Reken als voetganger erop dat je geen voorrang krijgt wanneer een straat overgestoken wordt. Er zijn talrijke taxi's, die qua prijs vrij gunstig zijn (starttarief NTD70). De taxichauffeurs spreken nauwelijks Engels; een opgeschreven bestemming in het Chinees werkt daarom het beste. Fooien zijn niet gebruikelijk en worden dan ook vaak als vreemd ervaren. Door de slechte bewegwijzering buiten Taipei (niet altijd in het Engels) en het drukke verkeer is het huren van een auto in Taiwan niet aan te bevelen.

### Scooters
Taipei is de scooterhoofdstad van de wereld. Er zijn zelfs speciale parkeerplaatsen voor scooters. Je komt ze overal tegen. Het is dan ook een ideaal vervoersmiddel om je in de stad te verplaatsen.

### Luchtverkeer
Midden in de stad bevindt zich de Taipei Songshan Airport (松山機場) voor vluchten binnen Taiwan. Op ongeveer een uur westelijk van Taipei bij Taoyuan bevindt zich de internationale luchthaven Taoyuan (voorheen Chiang Kai-shek) International Airport.

## Stedenbanden
- Dallas (Verenigde Staten)
- Gold Coast (Australië), sinds 1982
- Los Angeles (Verenigde Staten)
- Manilla (Filipijnen)
- Monrovia (Liberia)
- Praag (Tsjechië), sinds 2020 [2]
- Seoel (Zuid-Korea), sinds 1968
- Ulaanbaatar (Mongolië), sinds 1997

## Bekende inwoners van Taipei

### Geboren
- Lee Teng-hui (1923-2020), politicus; president van Taiwan
- King Hu (1931-1997), regisseur
- Liang-huan Lu (1936-2022), golfer
- Brigitte Lin (1953), actrice
- Hsien-Sheng Lien (1959), componist, muziekpedagoog en musicoloog
- Sally Yeh (1961), actrice en zangeres
- Joey Wong (1967), actrice en zangeres
- Christina Chang (1971), Amerikaans actrice
- Kjell Lindgren (1973), Amerikaans astronaut
- Nelson Lee (1975), acteur
- Chiang Peng-lung (1976), tafeltennisser
- Barbie Xu (1976-2025), actrice, zangeres en televisiepresentatrice
- Miranda Cheng (1979), natuurkundige
- Jolin Tsai (1980), zangeres
- Ray Chen (1989), violist
- Chan Yung-jan (1989), tennisspeelster
- Sung Ching-yang (1992), langebaanschaatser

### Overleden
- Chiang Kai-shek (1887-1975), premier en president van de Republiek China